# 小田富士雄
小田 富士雄（おだ ふじお、1933年8月13日 - ）は、日本の考古学者。学位は、文学博士（九州大学・論文博士・1980年）（学位論文「九州考古学研究 歴史時代篇」）。福岡大学名誉教授。

## 来歴
福岡県北九州市生まれ。福岡県立小倉高等学校卒、1957年九州大学文学部史学科卒業。1960年同大学院博士課程中退、九州大学文学部助手、1971年別府大学文学部助教授。1980年「九州考古学研究 歴史時代篇」で九州大学より文学博士の学位を取得。1983年北九州市立考古博物館館長。1988年福岡大学人文学部教授。1995－1999年下関市立考古博物館館長を兼ねる。2004年福岡大学定年退職、名誉教授。1977年西日本文化賞団体賞、1992年『日韓交渉の考古学』で雄山閣考古学賞受賞。

## 著書
- 『小田富士雄著作集』学生社

1 (九州考古学研究 歴史時代篇)　1977
2 (九州考古学研究 古墳時代篇)　1979
3 (九州考古学研究 弥生時代篇)　1983
4(九州古代文化の形成 上巻 弥生・古墳時代篇)　1985
5 (九州古代文化の形成 下巻 歴史時代・韓国篇)1985
6(九州考古学研究 歴史時代・各論篇)　1988
7 (九州考古学研究 文化交渉篇) 1990
- 『倭国を掘る』地中からのメッセージ　吉川弘文館 1993
- 『古代九州と東アジア』同成社 2012-2013

### 共編著
- 『宝満山の地宝 宝満山の遺跡と遺物』編 太宰府顕彰会 1982
- 『太宰府・宝満山の初期祭祀 『宝満山の地宝』拾遺』編 太宰府顕彰会 1983
- 『日本城郭史研究叢書 第10巻 北九州瀬戸内の古代山城』編 名著出版 1983
- 『石人石馬』編 学生社 1985
- 『古代最大の内戦・磐井の乱』田村圓澄,山尾幸久共著 大和書房 1985
- 『日本城郭史研究叢書 第13巻 西日本古代山城の研究』名著出版 1985
- 『沖ノ島と古代祭祀 古代を考える』編 吉川弘文館 1988
- 『石塚山古墳の謎』長嶺正秀共編 海鳥社 1991
- 『磐井の乱 古代を考える』編 吉川弘文館 1991
- 『日韓交渉の考古学 弥生時代篇』韓炳三共編 六興出版 1991
- 『伽耶と古代東アジア』武末純一、申敬〓@56FE、宋桂鉉共著 新人物往来社 1993
- 『日本の古代遺跡を掘る 2 吉野ケ里遺跡 「魏志倭人伝」の世界』七田忠昭共著 読売新聞社 1994
- 『風土記の考古学 5 肥前国風土記の巻』編　同成社 1995
- 『風土記の考古学 4 豊後国風土記の巻』編 同成社 1995
- 『九州考古学散歩』編著 学生社 2000
- 『倭人伝の国々』編 学生社 2000
- 『経筒が語る中世の世界』平尾良光,飯沼賢司共編 思文閣出版 2008 別府大学文化財研究所企画シリーズ ヒトとモノと環境が語る